# 금당초등학교 차우분교
금당초등학교 차우분교는 전라남도 완도군 금당면 세포길 12(차우리)에 있었던 초등학교 분교이다.

## 연혁
- 일자미상 금당국민학교 차우분교 설립 인가
- 1954년 6월 16일 차우분교장 개교
- 1967년 11월 3일 금당중앙국민학교 승격 인가
- 1970년 8월 20일 금당중앙국민학교 승격 분리
- 1970년 9월 1일 금당국민학교 허우분교장 편입
- 1982년 3월 1일 비견국민학교 분교장 격하 편입
- 1996년 3월 1일 금당중앙초등학교 개편, 허우분교장 폐교 및 금당초등학교 통폐합
- 1996년 9월 1일 금당초등학교 차우분교장 격하 편입, 비견분교장 이관
- 1999년 3월 1일 폐교 및 금당초등학교 통폐합